# Opération Eager Glacier
L’opération Eager Glacier est une opération d'espionnage menée par des aéronefs de la Central Intelligence Agency (CIA) contre l'Iran entre 1987 et 1988 pendant la guerre Iran-Irak. Elle se déroule en même temps que l'opération Earnest Will, opération de la marine américaine ayant pour but de protéger les pétroliers koweïtiens des attaques iraniennes dans le golfe Persique.
Selon Newsweek, les opérations secrètes américaines dans le golfe Persique « commencèrent avec un programme de reconnaissance de la CIA, pourtant le nom de code Eager Glacier, qui envoyait des avions et hélicoptères espions au-dessus des bases iraniennes à partir de juillet 1987 ».
Lors d'une audition en 1992 devant le comité de la Chambre des représentants des services armées concernant le vol 655 Iran Air abattu par le croiseur USS Vincennes, l'ancien chef d'état-major des armées des États-Unis William J. Crowe parla brièvement de l'opération Eager Glacier pour dire que les comités du Congrès concernés en avaient été informés les 5, 6 et 13 octobre 1987.
En février 1988, la frégate USS Samuel B. Roberts faillit abattre un de ces avions dont elle n'avait pas été informée du vol.
Eager Glacier comprenait notamment deux avions de surveillance à turbopropulseurs basés à Dhahran en Arabie saoudite, pour la surveillance de l'activité des forces iraniennes. Des embarcations de la marine américaine soutenaient ces opérations en se positionnant à certaines endroits à des moments donnés au cas où un des appareils ferait un amerrissage forcé.